# Micatone
Micatone ist eine 1999 gegründete Nu-Jazz-Band aus Berlin. Ihr Name verbindet das italienische Slang-Wort „mica“ im Sinne von „ohne“ mit „Ton“.
Sie besteht aus der Sängerin Lisa Bassenge und den Musikern Paul Kleber am Kontrabass, Sebastian Hagen Demmin an den Keyboards, Boris Meinhold an Gitarre und Synthesizer sowie Tim Kroker am Schlagzeug. Alle Musiker arbeiten auch an der Programmierung. An den ersten drei Alben bis 2005 war außerdem der DJ und Sounddesigner Rogall beteiligt.
Nach einer längeren Pause aufgrund des ab 2004 parallel betriebenen Bandprojekts Nylon produzierte Micatone seit 2012 zwei weitere Alben.

## Diskografie
Alben
- 2001: Nine Songs (CD/2LP)
- 2003: Is You Is (CD/3LP)
- 2005: Nomad Songs (CD/2LP)[3]
- 2012: Wish I Was Here (CD/LP)
- 2017: The Crack

EPs / Singles
- 2000: Micatone EP (12" EP)
- 2001: Remixes (12" EP)
- 2001: Step Into The Gallery (12")
- 2003: Plastic Bags & Magazines (12" EP)
- 2005: Yeah Yeah Yeah (That’s The Way It Goes) (Single)
- 2005: Nomad Remixes (12")

Remixe
- 2001: Space Clique – Continue the Journey (Spinning Wheel)
- 2002: Nicola Conte – Arabesque (Schema)